# Thunderclap
Thunderclap, il cui vero nome è Stanley George Johnson, è un personaggio dei fumetti creato da Mike Collins e Barry Kitson e pubblicato dalla Marvel Comics. Appare per la prima volta in Spider-Man Weelkly n. 607 (ottobre 1984).

## Biografia del personaggio

### Le origini
Nato a West Bromwich in Inghilterra, Stanley George Johnson era un intrepido venditore di materiali elettronici finché non decise di unire diverse tecnologie per creare un paio di guanti potenziati idraulicamente in grado di generare boom sonici . Lasciò quindi l'Inghilterra per partire alla volta di New York e assumere il nome di Thunderclap.
La prima apparizione di Thunderclap avviene mentre l'Uomo Ragno sta cercando di aiutare la polizia a impedire la fuga di un ladro. Quando l'Uomo Ragno sta per fermare il criminale, Thunderclap interviene sbattendo le mani e creando così boom sonici che fermano il malvivente provocando però ingenti danni alle strutture circostanti.
Dopo aver subìto rimproveri da parte dell'Uomo Ragno, Thunderclap si scusa con la polizia per i danni causati. Quando la stampa accorre sul luogo, tuttavia, questi dà la colpa dei danneggiamenti a Spider Man, venendo così acclamato come eroe dal Daily Bugle.

### Civil War
Durante la Civil War, Thunderclap combatte contro Bantam. La lotta, che avviene in Civil War: Frontline n. 3, si consuma a causa del rifiuto da parte di Thunderclap di aderire all'Atto di Registrazione dei Superumani nonostante Bantam cercasse di convincerlo del contrario. Lo scontro si conclude con la morte di quest'ultimo quando Thunderclap lo scaglia contro un camion di gas che esplode al contatto uccidendolo.
Thunderclap cerca di scusarsi ma, vergognandosi dell'accaduto, si dilegua in un vicolo .

## Equipaggiamento
I guanti di Thunderclap sono connessi a un dispositivo idraulito posto nella parte posteriore della sua tuta che fornisce energia cinetica in grado di far sbattere tra loro i guanti ad una velocità superiore a quella del suono. Il risultante boom sonico (di circa 2000 decibel) rilasciato all'esterno in una sfera di energia distruttiva provoca un impatto altamente distruttivo con qualsiasi materiale incontri.
Il boom sonico ha anche la caratteristica di stordire e disorientare chiunque si trovi nelle vicinanze dell'esplosione. Inoltre il suo cappuccio è attrezzato con delle semisfere di silicone ai lati che lo proteggono dal suono delle sue stesse onde d'urto.